# Jalogny
Jalogny település Franciaországban, Saône-et-Loire megyében. Lakosainak száma 398 fő (2022. január 1.). Jalogny Château, Cluny, Mazille és Sainte-Cécile községekkel határos.

## Népesség
A település népességének változása:
| Lakosok száma | 344  | 352  | 367  | 359  | 371  | 384  | 396  | 395  | 398  |
|               | 2013 | 2015 | 2016 | 2017 | 2018 | 2019 | 2020 | 2021 | 2022 |